# Jamie Kames
Jamie Kames (Eindhoven, 9 januari 1994) is een Nederlandse presentatrice en actrice. Ze is daarnaast de manager van goochelaar Steven Kazàn.

## Biografie
Kames zou eigenlijk geneeskunde gaan studeren, maar ontmoette toen Kazàn. Vervolgens werd zij zijn manager. 
Tijdens de coronacrisis in maart 2020 maakten zij dagelijks Corona TV, dat in Nederland viraal ging. Daarna tourde zij in 2020 en 2021 met Steven door de Nederlandse theaters met de show Hey Hallo. In 2022 deed Kames mee aan de vips-editie van De Alleskunner. In 2022 maakte Kames haar debuut als actrice. Samen met Kazàn speelde zij een rol in de jeugdserie Brugklas. Vanaf februari 2022 is Kames een van de leden van het vrouwenteam in de kinderprogramma's De Faker en De Faker op Vakantie.
In 2023 was Kames te zien in de televisieserie Steven & Jamie Kazàn - Road to Vegas. Op 12 oktober 2023 won Kames op de 58e editie van het Gouden Televizier-Ring Gala met dit programma de Televizier-Ring Jeugd. Ook stond Kames in het theater met Steven met de familieshow Super Magic en deed zij mee aan Lingo VIPs. 
In 2024 deed Kames samen met Hans en Steven mee aan het televisieprogramma Marble Mania. In datzelfde jaar deed ze samen met Steven mee aan het programma Code van Coppens: De wraak van de Belgen. Tevens is zij jurylid met Steven in Ranking the Talent. In 2024 was zij, samen met Steven, te zien in de reprise van hun show Super Magic. Tevens was Kames datzelfde jaar een van de deelnemers aan het 24e seizoen van het RTL 4-programma Expeditie Robinson, ze viel als dertiende af en eindigde daarmee op de achtste plaats. In 2025 deed Kames mee aan het programma Hart tegen hart.

## Persoonlijk
Kames is sinds 2013 getrouwd met Kazàn en kreeg in 2015 met haar echtgenoot een zoon.
Op 29 juli 2025 meldden Jamie en Steven gezamenlijk op Instagram dat ze na een relatie van 14 jaar uit elkaar gaan, maar wel samen blijven optreden.

## Onderscheidingen
| Jaar | Prijs                  | Categorie | Opmerkingen                                             |
| ---- | ---------------------- | --------- | ------------------------------------------------------- |
| 2023 | Gouden Televizier-Ring | Jeugd     | Voor het programma Steven & Jamie Kazàn - Road to Vegas |

## Televisie
Als actrice
| Jaar | Titel    | Omroep/Zender | Rol              | Opmerkingen            |
| ---- | -------- | ------------- | ---------------- | ---------------------- |
| 2022 | Brugklas | NPO 3         | Ouders van Tirza | Samen met Steven Kazàn |

Als presentatrice / jurylid / deelnemer
| Jaar       | Titel                                    | Omroep/Zender | Opmerkingen              |
| ---------- | ---------------------------------------- | ------------- | ------------------------ |
| 2022       | De Faker                                 | NPO 3         | Deel van het vrouwenteam |
| 2022       | De Alleskunner VIPS                      | SBS6          | Deelnemer                |
| 2023       | De Faker op Vakantie                     | NPO 3         | Deel van het vrouwenteam |
| 2023       | Lingo VIPs                               | Net5          | Deelnemer                |
| 2023-heden | Steven & Jamie Kazàn - Road to Vegas     | NPO 3         | Presentator              |
| 2023       | Upside Down                              | Videoland     | Deelnemer                |
| 2024       | Marble Mania                             | SBS6          | Deelnemer                |
| 2024       | Code van Coppens: De wraak van de Belgen | SBS6          | Deelnemer                |
| 2024       | Expeditie Robinson                       | RTL 4         | Deelnemer                |
| 2025       | Voor het blok                            | NPO 3         | Deelnemer                |
| 2025       | Dit was het nieuws                       | NPO 1         | Gast                     |
| 2025       | Hart tegen hart                          | SBS6          | Deelnemer                |